# Lorenz Hart
Lorenz Hart (2. května 1895 – 22. listopadu 1943) byl americký textař.

## Život a kariéra
Narodil se v newyorském Harlemu do rodiny židovských přistěhovalců. Dva roky studoval na novinářské fakultě Kolumbijské univerzity. Počínaje rokem 1918 se věnoval překládání německých divadelních her do angličtiny. Jako autor textů spolupracoval se skladatelem Richardem Rodgersem. Mezi jejich společné písně patří například „Blue Moon“, „The Lady Is a Tramp“ a „My Funny Valentine“. Byl starý mládenec a žil se svou ovdovělou matkou. Řadu let měl potíže s alkoholismem. Zemřel sedm měsíců po své matce na zápal plic ve věku 48 let, přičemž poslední měsíce svého života trávil intenzivním pitím alkoholu. Pochován byl na newyorském hřbitově Mount Zion.